# Школа и жизнь
«Школа и жизнь» — еженедельная общественно-педагогическая газета начала XX века.
Издавалась в Российской империи с 1911 г. по 1917 г. Способствовала единению школы с жизнью, семьи со школой . Давала беспартийное освещение событий и вопросов в области воспитания и образования. В газете приводились статьи по воспитанию Герберта Спенсера, руководству для семьи и школьного воспитания доктора Шольца «Недостатки характера в детском возрасте», физическому воспитанию доктора Э. Эртли «Народная школа и трудовое начало» , а также очерки о музеях и их просветительской роли.
Также освещались темы:
- Организация школы и школьного законодательства.
- Общепедагогическая теория и практика.
- Хроника школьной жизни в России и за границей.
- Хроника образования : деятельность земств и городов, законодательных учреждений.
- Обозрение специальной литературы, русской и иностранной.

Издавалась под общей редакцией Генриха Адольфовича Фальборка.
Подписная цена с доставкой и пересылкой на год — 6 руб., на полгода — 3 руб. , на 3 месяца — 2 руб.
Для учащихся в начальных училищах допускалась рассрочка при подписке — 2 руб.
Подписка принималась : в Главной конторе, С.-Петербург, Кабинетская д. № 18 Губернского земства, а также во всех почтовых отделениях и солидных книжных магазинах.